# Prosanta Chakrabarty

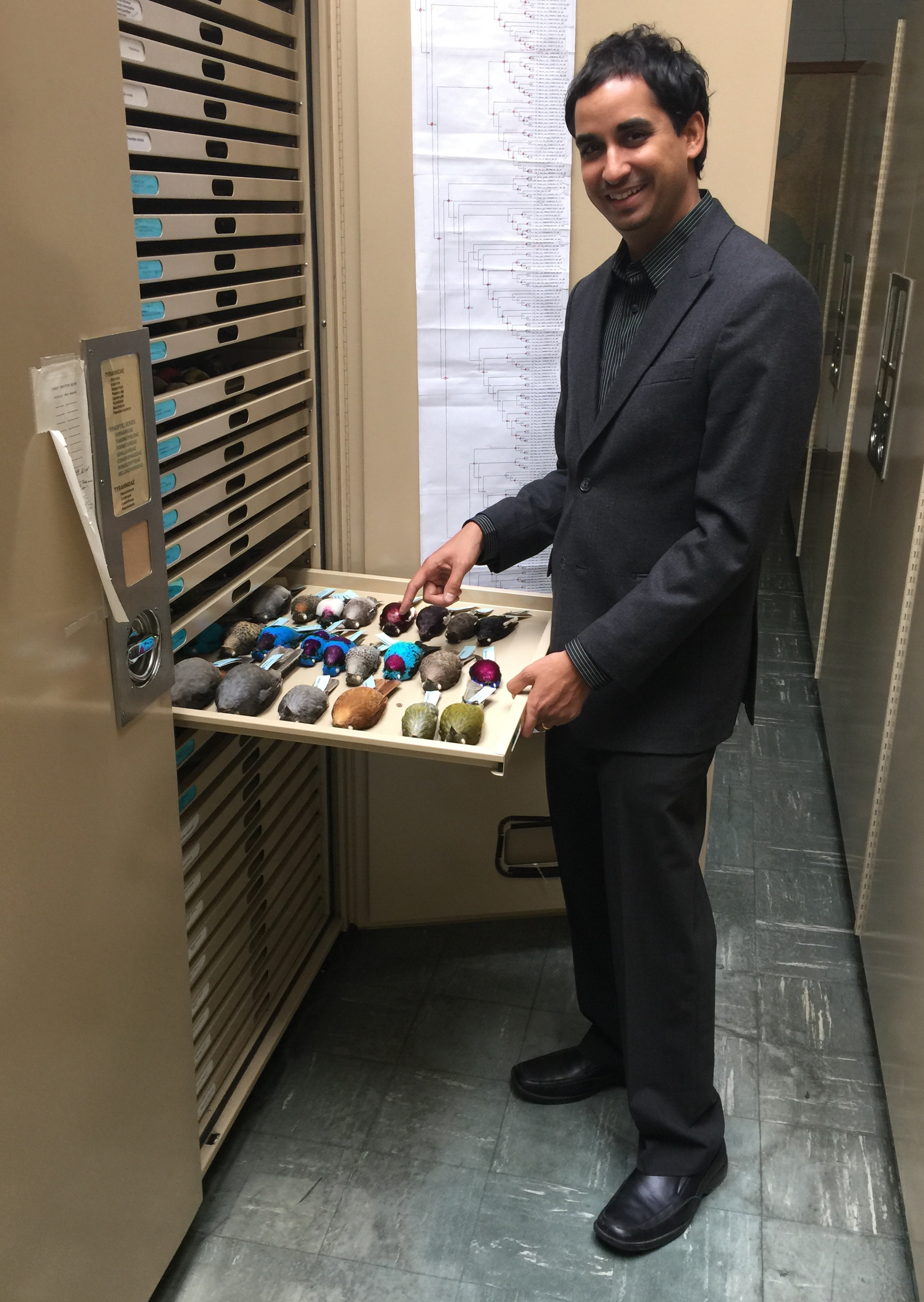
Prosanta Chakrabarty im LSU Museum of Natural Science

Prosanta Chakrabarty (* 25. November 1978) ist ein US-amerikanischer Ichthyologe und Hochschullehrer.

## Leben
Chakrabarty schrieb sich 1996 an der McGill University in Montreal, Québec, ein, wo er im Jahr 2000 den Bachelor-Abschluss in Vergleichender Zoologie erwarb. Von 2000 bis 2001 war er Forschungsassistent der Wildlife Conservation Society am Bronx Zoo. 2006 wurde er mit der Dissertation Phylogenetic and Biogeographic Analyses of Greater Antillean and Middle American Cichlidae unter der Leitung von William L. Fink, Daniel C. Fisher, Gerald R. Smith und Diarmaid O Foighil zum Ph.D. in Ökologie und Evolutionsbiologie an der University of Michigan promoviert. Von 2006 bis 2008 absolvierte Chakrabarty seine Postdoc-Forschungsphase am American Museum of Natural History in New York City. Von 2008 bis 2014 war er Assistant Professor sowie Kurator für Fische am Museum of Natural Science der Abteilung für Biowissenschaften an der Louisiana State University in Baton Rouge, Louisiana.
Von 2016 bis 2017 war er Programmdirektor für die National Science Foundation (Gastwissenschaftler im Ingenieursprogramm) sowie Mitarbeiter im Wissenschaftscluster für Systematik und Biodiversitätswissenschaften in der Abteilung für Umweltbiologie und in der Direktion für Biowissenschaften in Virginia. Seit 2012 ist er wissenschaftlicher Mitarbeiter an der Abteilung für Wirbeltierzoologie am American Museum of Natural History. Seit 2016 ist er wissenschaftlicher Mitarbeiter am National Museum of Natural History der Smithsonian Institution in Washington, D.C. Von 2014 bis 2020 war er außerordentlicher Professor und seit 2020 ist er ordentlicher Professor sowie Kurator für Fische am Museum of Natural Science der Abteilung für Biowissenschaften an der Louisiana State University (LSU MNS). Seit 2022 ist er dort Inhaber des George-H.-Lowery-Lehrstuhls. Von 2020 bis 2021 war er Fulbright-Stipendiat am Lehrstuhl für Umweltwissenschaften an der Carleton University in Ottawa, Kanada. Seit 2024 ist er im Vorstand des National Center for Science Education (NCSE).
Zu Chakrabartys Lehr- und Forschungsprojekten zählen unter anderen die Lehrgänge Ichthyologie, Evolution, Evolution auf den Galapagosinseln (Auslandsstudium), die Diskussionsgruppe Systematik, kuratorische Methoden, ein Einführungslabor für Biologie sowie kursbasierte Forschung.
Von 2023 bis 2024 war Chakrabarty Präsident der American Society of Ichthyologists and Herpetologists (ASIH). Zudem ist er Mitglied bei der Society for the Study of Evolution, der Society of Systematic Biologists, bei Sigma Xi und bei der National Association of Science Writers.
Chakrabarty ist zertifizierter Ausbilder der National Geographic Society. Er bereiste über 35 Länder, hauptsächlich zu Forschungszwecken und für Sammlungen, vor allem in Asien und der Neotropis. Als Kurator für Fische am LSU MNS hat er mehr als 100.000 Exemplare gesammelt, die zweitgrößte online zugängliche DNA-Sammlung von Fischgeweben (mehr als 10.000 Proben) angelegt, eine ständige öffentliche Ausstellung für das LSU MNS eingerichtet und die Sammlungsräume modernisiert.

## Auszeichnungen
2012 wurde Chakrabarty mit dem Distinguished Young Alumni Award der McGill University ausgezeichnet. 2016 wurde er zum TED Fellow ernannt, was es ihm ermöglicht, Vorträge auf den TED-Konferenzen zu halten. Seit 2018 ist er Senior TED Fellow. Im selben Jahr wurde er zum Fellow der American Association for the Advancement of Science gewählt.

## Publikationen
- Prosanta Chakrabarty: A guide to academia: getting into and surviving grad school, postdocs, and a research job. Wiley-Blackwell, Chichester 2012, ISBN 978-0-470-96041-7.
- Prosanta Chakrabarty, Sophie Warny, Valerie Derouen: Making a Big Splash With Louisiana Fishes. Special Publication of the Occasional Papers of the LSUMNS, 2014, ISBN 978-1-4951-2077-0.
- Stephen R. Midway, Caleb T. Hasler, Prosanta Chakrabarty (Hrsg.): Methods for fish biology. 2. Auflage. American Fisheries Society, Bethesda 2021, ISBN 978-1-934874-61-5.
- Prosanta Chakrabarty: Explaining life through evolution. The MIT Press, Cambridge, Massachusetts 2023, ISBN 978-0-262-37547-4.

## Erstbeschreibungen von Prosanta Chakrabarty
- Amblyopsis hoosieri Niemiller, Prejean & Chakrabarty, 2014
- Caecieleotris Walsh & Chakrabarty, 2016
- Caecieleotris morrisi Walsh & Chakrabarty, 2016
- Equulites absconditus Chakrabarty & Sparks, 2010
- Equulites laterofenestra (Sparks & Chakrabarty, 2007)
- Gazzinae Chakrabarty & Sparks, 2015
- Halieutichthys bispinosus Ho, Chakrabarty & Sparks, 2010
- Halieutichthys intermedius Ho, Chakrabarty & Sparks, 2010
- Karalla Chakrabarty & Sparks, 2008
- Mesoheros McMahan & Chakrabarty, 2015
- Milyeringa brooksi Chakrabarty, 2010
- Mystus falcarius Chakrabarty & Ng, 2005
- Nandus prolixus Chakrabarty, Oldfield & Ng, 2006
- Nuchequula mannusella Chakrabarty & Sparks, 2007
- Oscura McMahan & Chakrabarty, 2015
- Paretroplus tsimoly Stiassny, Chakrabarty & Loiselle, 2001
- Photolateralis Sparks & Chakrabarty, 2015
- Photolateralis polyfenestrus Sparks & Chakrabarty, 2019
- Profundulus kreiseri Matamoros, Schaefer, Hernández & Chakrabarty, 2012
- Pseudogoniistius Ludt, Burridge & Chakrabarty, 2019
- Roeboides bussingi Matamoros, Chakrabarty, Angulo, Garita-Alvarado & McMahan, 2013
- Trichromis McMahan & Chakrabarty, 2015
- Typhleotris mararybe Sparks & Chakrabarty, 2012